# Colonia Nueva Coneta
Colonia Nueva Coneta est un village et une municipalité du Département de Capayán dans la Province de Catamarca dans le nord-ouest de l'Argentine.